# Jesse Overstreet

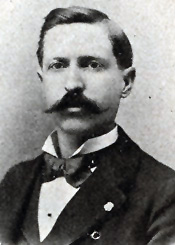
Jesse Overstreet

Jesse E. Overstreet (* 14. Dezember 1859 in Franklin, Indiana; † 27. Mai 1910 in Indianapolis, Indiana) war ein US-amerikanischer Politiker. Zwischen 1895 und 1909 vertrat er den Bundesstaat Indiana im US-Repräsentantenhaus.

## Werdegang
Jesse Overstreet besuchte die öffentlichen Schulen seiner Heimat einschließlich der Franklin High School, die er im Jahr 1877 absolvierte, sowie das Franklin College, an dem er 1882 seinen Abschluss machte. Nach einem anschließenden Jurastudium und seiner 1886 erfolgten Zulassung als Rechtsanwalt begann er in Franklin in diesem Beruf zu arbeiten.
Politisch war Overstreet Mitglied der Republikanischen Partei. Im Jahr 1892 gehörte er deren Staatsvorstand in Indiana an. Bei den Kongresswahlen des Jahres 1894 wurde er im fünften Wahlbezirk von Indiana in das US-Repräsentantenhaus in Washington, D.C. gewählt, wo er am 4. März 1895 die Nachfolge von George W. Cooper antrat. Nach sechs Wiederwahlen konnte er bis zum 3. März 1909 sieben Legislaturperioden im Kongress absolvieren. Seit 1897 vertrat er dort als Nachfolger von Charles L. Henry den siebten Distrikt seines Staates. In seine Zeit als Kongressabgeordneter fiel der Spanisch-Amerikanische Krieg von 1898. Von 1899 bis 1903 war Overstreet Vorsitzender des Ausschusses zur Kontrolle der Ausgaben des Justizministeriums; zwischen 1903 und 1909 leitete er den Postausschuss.
Im Jahr 1908 unterlag er dem Demokraten Charles A. Korbly. Nach seinem Ausscheiden aus dem US-Repräsentantenhaus praktizierte Overstreet wieder als Anwalt. Er starb am 27. Mai 1910 in Indianapolis und wurde in Columbus beigesetzt.